# Scorpiops spitiensis
Espèce
Scorpiops spitiensis est une espèce de scorpions de la famille des Scorpiopidae.

## Distribution
Cette espèce est endémique d'Himachal Pradesh en Inde. Elle se rencontre dans la vallée de Spiti entre 4 200 et 4 000 m d'altitude.

## Description
Le mâle holotype mesure 39,51 mm, les mâles mesurent de 31,08 à 39,51 mm et les femelles de 26,56 à 33,13 mm.

## Étymologie
Son nom d'espèce, composé de spiti et du suffixe latin -ensis, « qui vit dans, qui habite », lui a été donné en référence au lieu de sa découverte, la vallée de Spiti.

## Publication originale
- Zambre, Sanap & Mirza, 2014 : A new high-elevation scorpion species of the genus Scorpiops Peters, 1861 (Scorpiones: Euscorpiidae: Scorpiopinae) from the Himalayas, India. Comptes Rendus Biologies, no 337, p. 399-404.